# وانج جيانلين
وانج جيانلين (بالصينية: 王健林) (و. 1954  م) هو رائد أعمال، وشخصية أعمال، وسياسي صيني، هو عضوٌ في الحزب الشيوعي الصيني.

## مناصب
تولى منصب عضو مجلس الشعب الصيني ‏
- عضو في اللجنة الوطنية لجمهورية الصين الشعبية  [لغات أخرى]‏
- عضو دائم في اللجنة الوطنية للمؤتمر الاستشاري السياسي للشعب الصيني  [لغات أخرى]‏

.

## التعليم
تعلم في Liaoning University ‏
.

## روابط خارجية
- وانج جيانلين على موقع الموسوعة البريطانية (الإنجليزية)
- وانج جيانلين على موقع مونزينجر (الألمانية)